# Casserres del Castell
Casserres del Castell és un nucli de població que pertany al municipi d'Estopanyà, província d'Osca.
L'antic terme municipal de Casserres del Castell, de 29,81 km², que fou annexat el 1965 al d'Estopanyà, és situat al sector meridional de la comarca, a la vall mitjana del riu Guart, que travessa de N. a S. a partir de la seva confluència amb el Riu de Queixigar i fins als Barrancs del Reguer (límit SE) i del Prat (límit SW). Marca la frontera occidental el Tossal de l'Obac (893 m) i el nord-oriental el Pic Roi (1031 m), a l'extrem de ponent del Montsec d'Estall o Serra de Montgai, d'on baixen altres barrancs vers el riu Guart (de les Pletes o dels Passos, de la Solana i de les Fontetes), on desguassen per l'esquerra. La major part de les terres de conreu, però, es troben a l'altra banda del riu, dins els glacis d'erosió i badlands.
A partir dels anys 1960 el municipi, que comprenia només el poble de Casserres del Castell com a nucli de població, s'anà despoblant i avui segons l'INE (2019) en tenia només 5 h. Els termes o antics termes limítrofs són Calladrons (N), Viacamp (NE), Fet (SE), Estopanyà (S) i Pilzà (W) i es comunica per camins dolents amb Pilzà i altres nuclis propers.
Les terres ermes ocupen el 5% de la superfície, les de conreu el 7% i la resta predomina el bosc obert, sobretot a causa de les 1,000 ha que foren replantades amb pins pel Patrimoni Forestal a partir de 1953. El 1980 només hi quedava una gran explotació privada dedicada als conreus herbacis i a la ramaderia extensiva de bestiar oví. L'economia era basada en els conreus arbustius i herbacis, principalment de secà, complementada per la ramaderia ovina.
El poble de Casserres del Castell és a 725 m d'altitud, dominant per la dreta el riu Guart, al peu d'un esperó rocós (797 m) on hi hagué el Castell de Casserres, que donà origen a la població i on s'aixeca ruïnosa, l'antiga església parroquial de Santa Maria, edifici romànic amb la peculiaritat de tenir el campanar, de torre quadrada, separat del temple. Allunyat dels eixos de comunicació i despoblat (5 h el 2019), resta en peu gràcies a la ferma tasca desenvolupada per l'Associació d'Amics de Casserres del Castell, formada per fills de la població que es retroben cada any per celebrar la festa major.
Als afores del poble hi ha les ruïnes de la capella de Santa Llúcia. Dins el terme hi ha, també molt arruïnades, dues antigues esglésies romàniques, la de Sant Miquel (a l'esquerra del riu Guart, a migdia del terme) i la de Santa Sofia, més sencera, al NE del poble. Hi ha diversos masos esparsos, abandonats (Torre de Gotart, Mas Casol, Mas Jornal, Mas de Mateu, Mas de Segarra, Casa Domingo).
D'aquest llogaret procedien antigament els gaiters que anaven a tocar a les festes de Graus. Actualment se celebra a Graus un acte que recorda aquesta tradició.

## Senderisme
Les següents rutes de senderisme passen per la localitat: PR-HU 45